# Nicole Heesters
Nicole Heesters (née le 14 février 1937 à Potsdam) est une actrice allemande.

## Biographie
Nicole Heesters est la fille de l'acteur Johannes Heesters et de sa première épouse, l'actrice et chanteuse d'opéra flamande Louisa Ghijs. Elle grandit en Autriche. Adolescente, elle fait des petits rôles dans des films allemands. Elle apparaît pour la première fois en 1953 dans Ich und meine Frau d'Eduard von Borsody puis Ma chanson te suivra en 1954. La même année, elle débute au théâtre au Volkstheater de Vienne puis au Théâtre de Düsseldorf.
Elle suit une formation au Max Reinhardt Seminar à Vienne. Elle travaille sous la mise en scène de Peter Stein et d'Andrea Breth. Elle a des engagements avec notamment le Schauspielhaus Graz, le théâtre Thalia ou Schauspielhaus Bochum.
À la télévision, elle est en 1978 la première femme enquêtrice dans la série Tatort. Depuis, elle tourne régulièrement dans des téléfilms.
Nicole Heesters était jusqu'à sa mort l'épouse du décorateur Pit Fischer (de). Leur fille Saskia Fischer (de) est devenue actrice.

## Filmographie partielle
- 1953 : Ich und meine Frau
- 1954 : Ma chanson te suivra
- 1955 : Ihr erstes Rendezvous
- 1955 : Trois Hommes dans la neige (Drei Männer im Schnee) de Kurt Hoffmann
- 1956 : Liebe, die den Kopf verliert
- 1956 : Der Glockengießer von Tirol (de)
- 1966 : Der gute Mensch von Sezuan (TV)
- 1972 : Alexandre Bis (TV)
- 1974 : Benjowski (de) (TV)
- 1976 : Der Winter, der ein Sommer war (de) (TV)
- 1978–1980 : Tatort (série télévisée)
  - 1978 : Der Mann auf dem Hochsitz
  - 1978 : Rechnung mit einer Unbekannten
  - 1979 : Mitternacht, oder kurz danach
  - 1980 : Der gelbe Unterrock
- 1981 : Nach Mitternacht
- 1982 : Kamikaze 1989
- 1983 : Heinrich Penthesilea von Kleist
- 1984 : Bali (TV)
- 1989 : Pension Sonnenschein
- 1989 : Das Milliardenspiel (TV)
- 1992 : Meine Tochter gehört mir
- 1994 : Tonino und Toinette (TV)
- 1997 : Lamorte (de) (TV)
- 1998 : Meschugge (de)
- 1998 : La Rançon du pouvoir (TV)
- 1999 : Klemperer – Ein Leben in Deutschland (de) (TV)
- 2000 : Frauen lügen besser (TV)
- 2000 : Il n'est jamais trop tard pour aimer (TV)
- 2000 : Les Heures historiques (de) (TV)
- 2001 : Mission séduction
- 2002 : Le Dernier Témoin - À la santé de nos défunts (série télévisée)
- 2002 : Commissaire Brunetti - Noblesse oblige (série télévisée)
- 2003 : Treibjagt (TV)
- 2003 : Rosamunde Pilcher - Gewissheit des Herzens (de) (série télévisée)
- 2007 : Zeit zu leben (TV)
- 2007 : Sehnsucht nach Rimini (TV)
- 2007 : Copacabana (TV)
- 2008-2010 : Der Kommissar und das Meer (de) (série télévisée)
- 2009 : Fünf Tage Vollmond (TV)
- 2011 : SOKO Donau (de) – Todesengel (série télévisée)
- 2011 : Romance à Paris (Ein Sommer in Paris) de Jorgo Papavassiliou
- 2012 : Die Holzbaronin (de) (TV)

## Prix
- 2004: Elle a gagné le Hersfeld-Preis